# Manhattan Bridge loop
Manhattan Bridge loop è un dipinto in olio su tela del 1928 di Edward Hopper. 

## Descrizione
Il dipinto, realista, rappresenta un passante solitario e il Manhattan Bridge, ponte che collega Manhattan con Brooklyn, a New York. 

## Storia
L'opera fu acquistata dal collezionista Stephen Carlton Clark che nel 1932 lo donò alla Addison Gallery of American Art, nel Massachusetts.
Nel 1939 presso la galleria si tenne una mostra speciale dedicata al dipinto, in occasione della quale l'autore fece una donazione al museo, a cui donò anche dei disegni.

## Curiosità
Hopper aveva già dipinto il ponte in due acquarelli: nel 1925 Manhattan Bridge, all'Harvard University Art Museums e nel 1926 Manhattan Bridge entrance (Entrata al Manhattan Bridge) al Whitney Museum of American Art. 